# Carlo De Vecchi
Carlo De Vecchi (Milano, 17 gennaio 1895 – Milano, 29 luglio 1970) è stato un calciatore italiano, di ruolo difensore.

## Carriera
Difensore del Milan durante la stagione 1913-1914, collezionò 16 presenze in Prima Categoria, debuttando ufficialmente il 12 ottobre 1913 nella gara vinta per 4-0 sul campo del Novara.
Era soprannominato il nipote di Dio per distinguerlo dal più famoso Renzo De Vecchi, detto il figlio di Dio, che aveva appena lasciato il Milan.